# San Lorenzo in Lucina
San Lorenzo in Lucina är en mindre basilika i centrala Rom. Den är helgad åt martyren Laurentius. I ett av kyrkans sidokapell bevaras en del av det halster på vilket Laurentius led martyrdöden år 258. Lucina syftar på en romersk kvinna som härbärgerade Marcellus I i sitt hem under kejsar Maxentius förföljelser mot de kristna.

## Byggnadshistoria
Den första kyrkan på platsen uppfördes på 300-talet. Damasus I (366–384) valdes till påve i denna byggnad. Hadrianus I lät restaurera kyrkan 780, och en fullständig ombyggnad företogs av Paschalis II, efter att normanderna under Robert Guiscard 1084 hade skövlat Rom.
Paulus V gav 1606 kyrkan åt Francesco Caracciolo, som hade grundat orden Chierici regolari Minori, de så kallade Caracciolini. I mitten av 1600-talet undergick kyrkobyggnaden en omfattande ombyggnad; Cosimo Fanzago fick i uppdrag att ge interiören en barockdräkt. Ytterligare restaureringar genomfördes av Andrea Busiri Vici på 1850-talet. 1927 återställdes portikens medeltida utseende.
Interiören hyser bland annat Berninis byst av den portugisiske läkaren Gabriele Fonseca (död 1668), påve Innocentius X:s livmedikus.

## Bilder
| - Gabriele Fonsecas byst av Giovanni Lorenzo Bernini. |